# 율리에스키 구리엘
율리에스키 구리엘 카스티요(스페인어: Yulieski Gurriel Castillo, 1984년 6월 9일~)는 쿠바의 야구 선수이다.

## 같이 보기
- 올림픽 야구 메달리스트 목록